# Ред-Хок (газоконденсатное месторождение)
Ред-Хок (англ. Red Hawk) — газоконденсатное месторождение в США. Расположено в акватории Мексиканского залива. Открыто в феврале 2002 года. Глубина моря в районе 1620 метров.
Газоносность связана с отложениями плиоценового и миоценового возраста. Общая продуктивная толща — 92. Извлекаемые запасы оценивается 20 млрд м³ газа.
Оператором месторождение является нефтяная компания Kerr-McGee (50 %). Другой партнер — Ocean Energy (50 %).